# Moraea bovonei
Moraea bovonei är en irisväxtart som beskrevs av Emilio Chiovenda. Moraea bovonei ingår i släktet Moraea och familjen irisväxter. Inga underarter finns listade i Catalogue of Life.